# Sint-Jan-de-Doperkerk (Loncin)

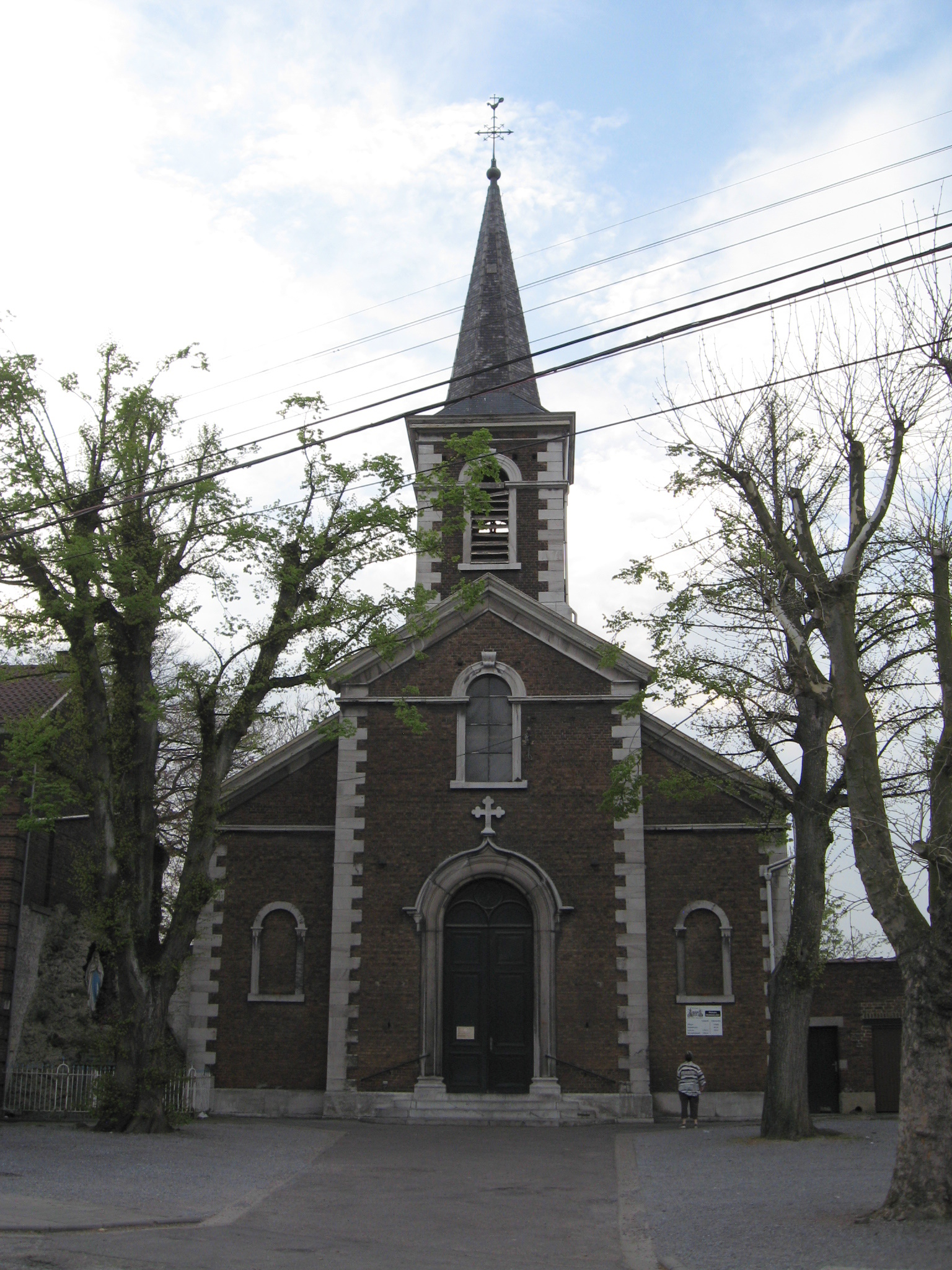
Sint-Jan-de-Doperkerk

De Sint-Jan-de-Doperkerk (Frans: Église Saint-Jean-Baptiste) is de parochiekerk van Loncin in de Belgische provincie Luik. De kerk is gelegen aan de Rue de Jemeppe 46.

## Geschiedenis
De kapel van Loncin was vanouds ondergeschikt aan de parochie van Hollogne-aux-Pierres. In 1836 werd de parochie afgesplitst van die van Ans en werd zelfstandig. Van 1859-1862 werd een nieuwe kerk gebouwd in neoclassicistische stijl.

## Gebouw
Het betreft een driebeukige kerk met vooruitgeschoven portaal en daarboven een vierkante toren, bekroond door een achtzijdige spits. De kerk is gebouwd in baksteen, met ornamenten, hoekbanden en dergelijke in kalksteen.
De apsis is halfrond. Het middenschip is overwelfd met een tongewelf. Het interieur is gaaf. Het altaar in de rechterzijbeuk bezit een houten beeld van Johannes de Doper, vermoedelijk uit de oude kapel afkomstig.
De kerk heeft twee klokken. De grote werd in 1943 door de Duitse bezetter gestolen en is in 1951 vervangen. De kleine is afkomstig uit de kapel en toont een chronogram: PLebeM arCesso sonanDo. Roguis Crognart me fecit. Sancta Maria pro nobis (Ik roep al luidende het volk. Crognart heeft me vervaardigd. Heilige Maria bid voor ons). Het chronogram levert het jaartal 1650.